# Porites nodifera
Porites nodifera es una especie de coral pétreo de la familia Poritidae. Fue descrito por primera vez por Carl Benjamin Klunzinger, un médico y zoólogo alemán activo en la región del mar Rojo en la década de 1860, y clasificó sus especies en las décadas de 1870 y 1880.

## Aspecto
Porites nodifera tiene un sustrato duro y crece en estructuras similares a columnas hacia la superficie del agua. La superficie de cada columna tiende a adoptar una forma circular relativamente plana y el coral tiene una superficie bastante lisa. En general, el color del coral varía de un marrón oscuro a un marrón claro. Adquiere una apariencia similar a Porites harrisoni, que es una especie popular de Porites que también se encuentra en el Golfo Pérsico ; sin embargo, Porites nodifera tiende a formar columnas que son sustancialmente más gruesas en comparación.

## Distribución
Porites nodifera es originaria del noroeste del océano Índico, incluidos el mar Rojo, el golfo de Adén y el golfo Pérsico. Se encuentra en aguas poco profundas, generalmente a profundidades menores de 5 m, pero hasta 15 m de profundidad.
Es tolerante a salinidades de hasta el 48% y, por lo tanto, es muy común en áreas de alta salinidad donde los pastos marinos también dominan el hábitat. La salinidad es un factor ecológico que limita las zonas más bajas de los arrecifes de coral, por lo que la especie puede dominar zonas más bajas del arrecife como ocurre en Dahab (Egipto), formando un rodal considerable de una sola especie. Solo hay una especie en esta área que coexiste en la zona más baja de la pendiente del arrecife en números muy escasos; millepora sp. Porites nodifera también se puede encontrar en áreas de salinidad normal (40-42%), pero no tiende a dominar estas zonas debido a la competencia interespecífica de una variedad de otras especies de coral.
En el golfo Pérsico, Porites nodifera y otras especies de Porites son los corales dominantes presentes. Esto puede deberse a que el blanqueamiento de los corales afecta en mayor medida a las especies de coral Acropora y a que los Porites llenan los huecos resultantes en el arrecife.

## Enfermedad de la banda amarilla árabe
Porites nodifera puede infectarse con una enfermedad conocida como enfermedad de la banda amarilla árabe, también conocida como AYBD, común entre varias especies de coral en el Golfo Pérsico. Las especies que contraen AYBD se ven con una banda amarilla que rodea el coral. Esta banda amarilla invade el tejido no infectado, matando así el tejido sano. Los corales, especialmente los de la especie Porites nodifera, pueden superar el AYBD, ya que a menudo se ve que detiene su manifestación y se vuelve inactivo antes de infectar todo el coral, lo que permite que el coral se rejuvenezca construyendo nuevos esqueletos.

## Conservación
Este coral es actualmente una especie de menor preocupación de la Lista Roja de la UICN. La amenaza más importante conocida para esta especie es la gran reducción del hábitat de los arrecifes de coral debido a una combinación de amenazas, incluido el cambio climático y la acidificación de los océanos.
En 2020, un estudio realizado en el mar Rojo sugirió que esta especie tiene una alta tolerancia al aumento de la temperatura ambiental y, quizás, sea utilizada por otras especies como refugio debido a esta capacidad.

## Galería de imágenes

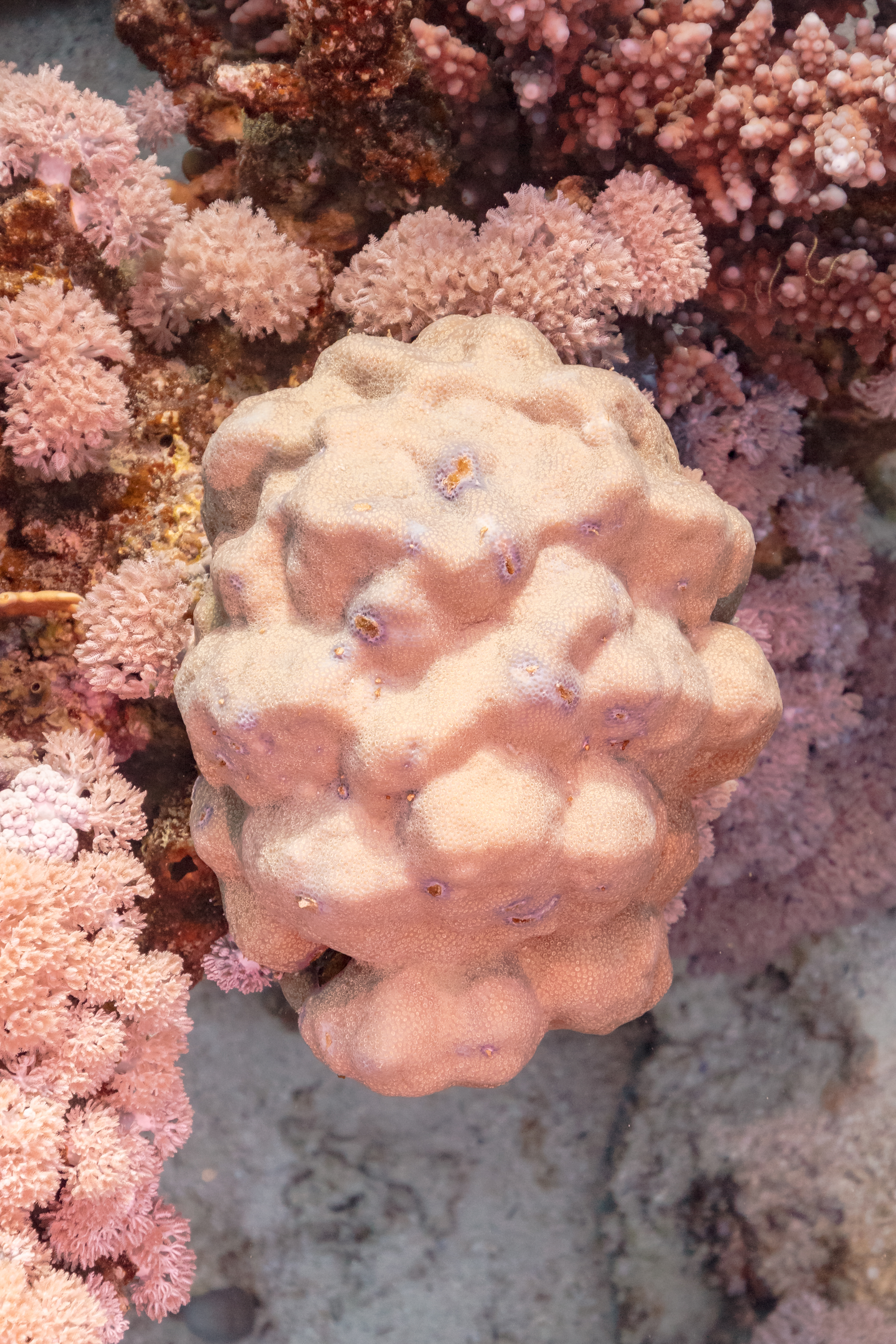
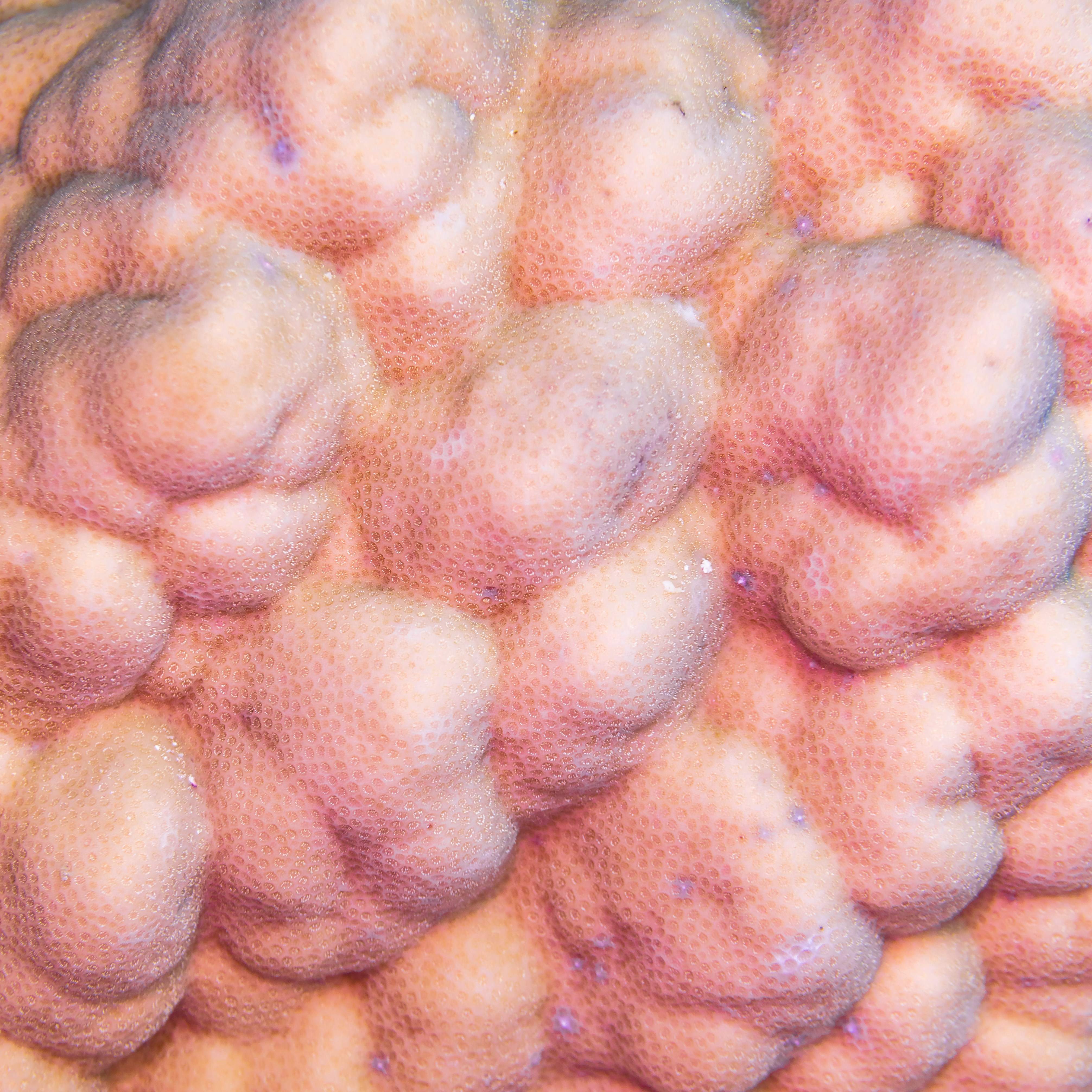
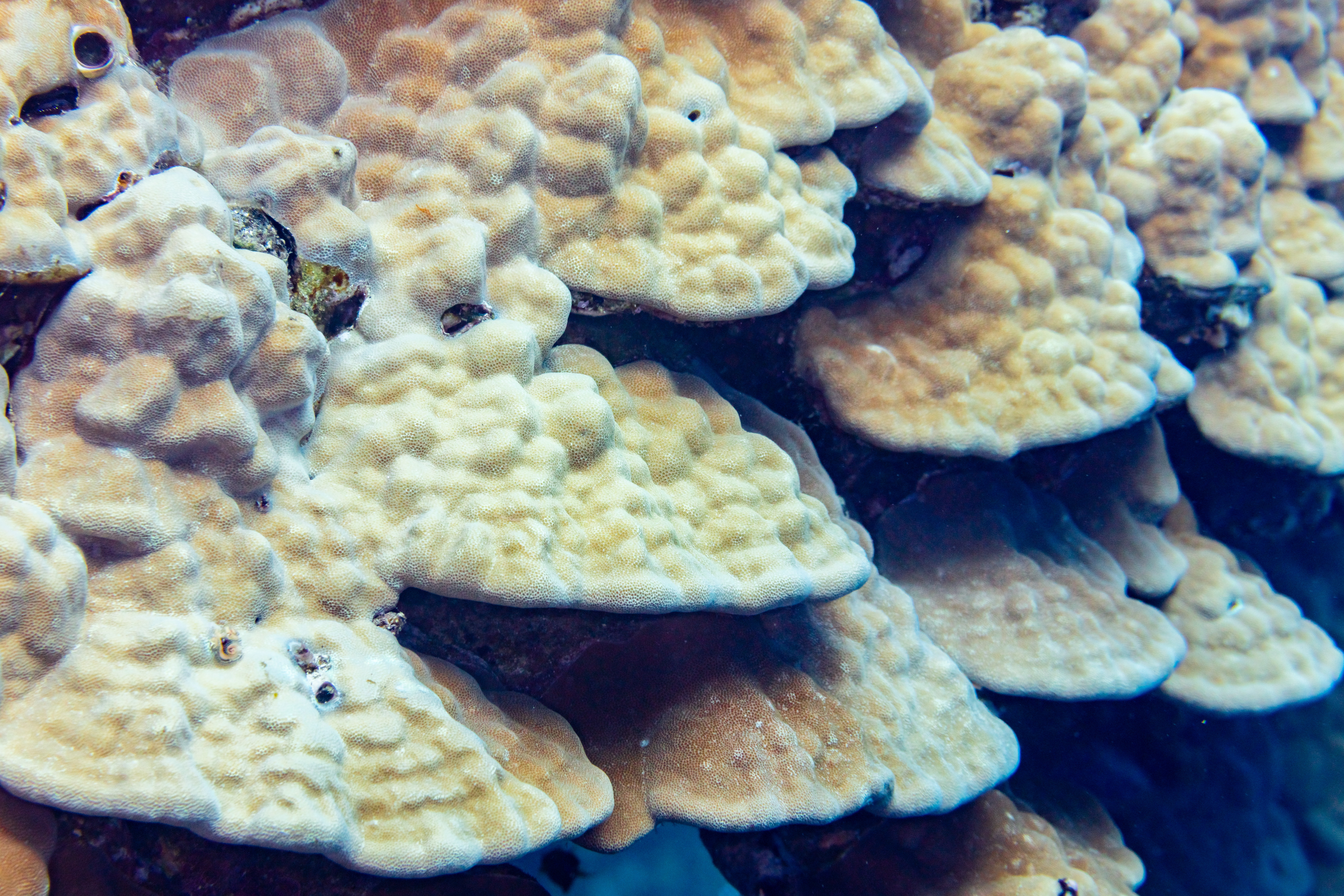
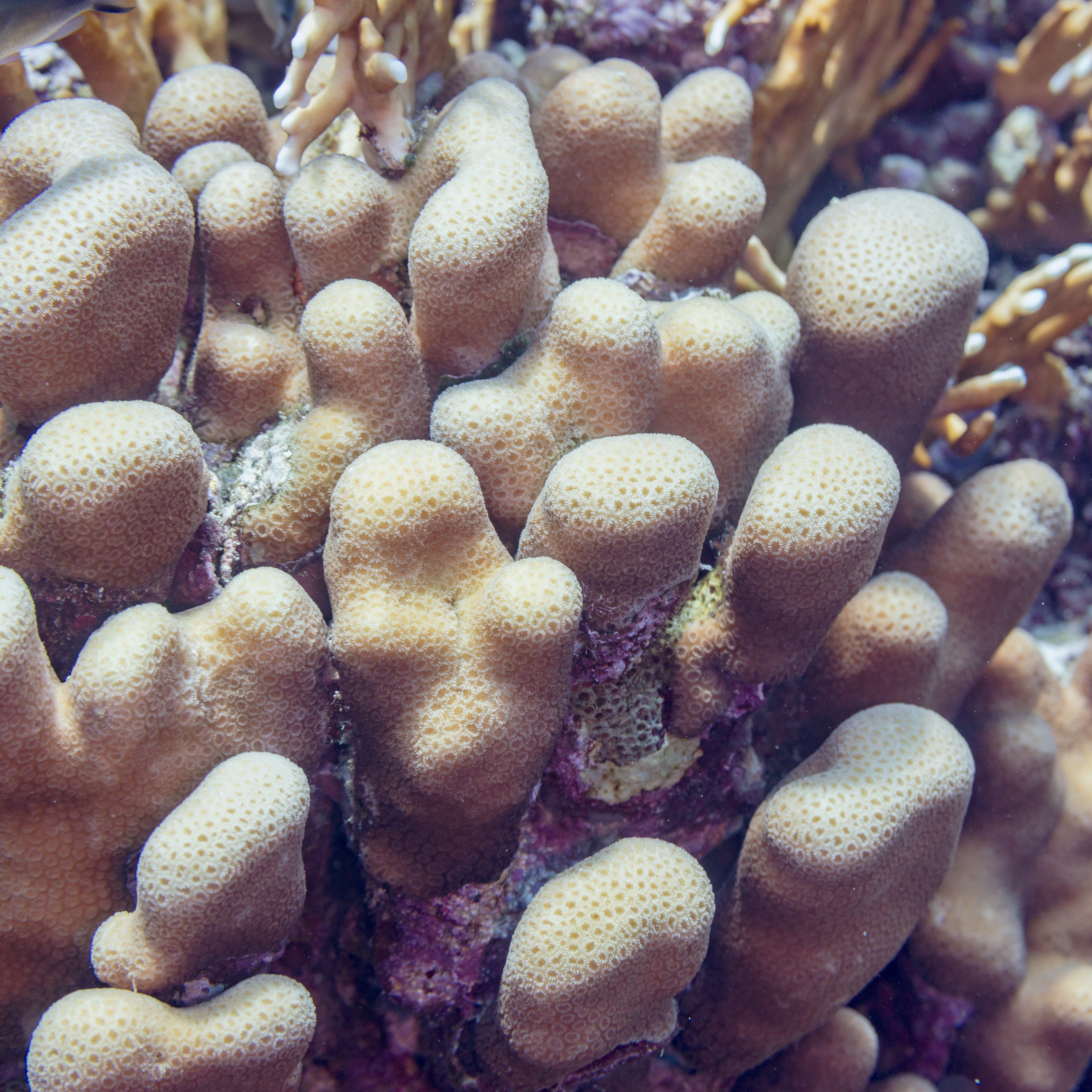
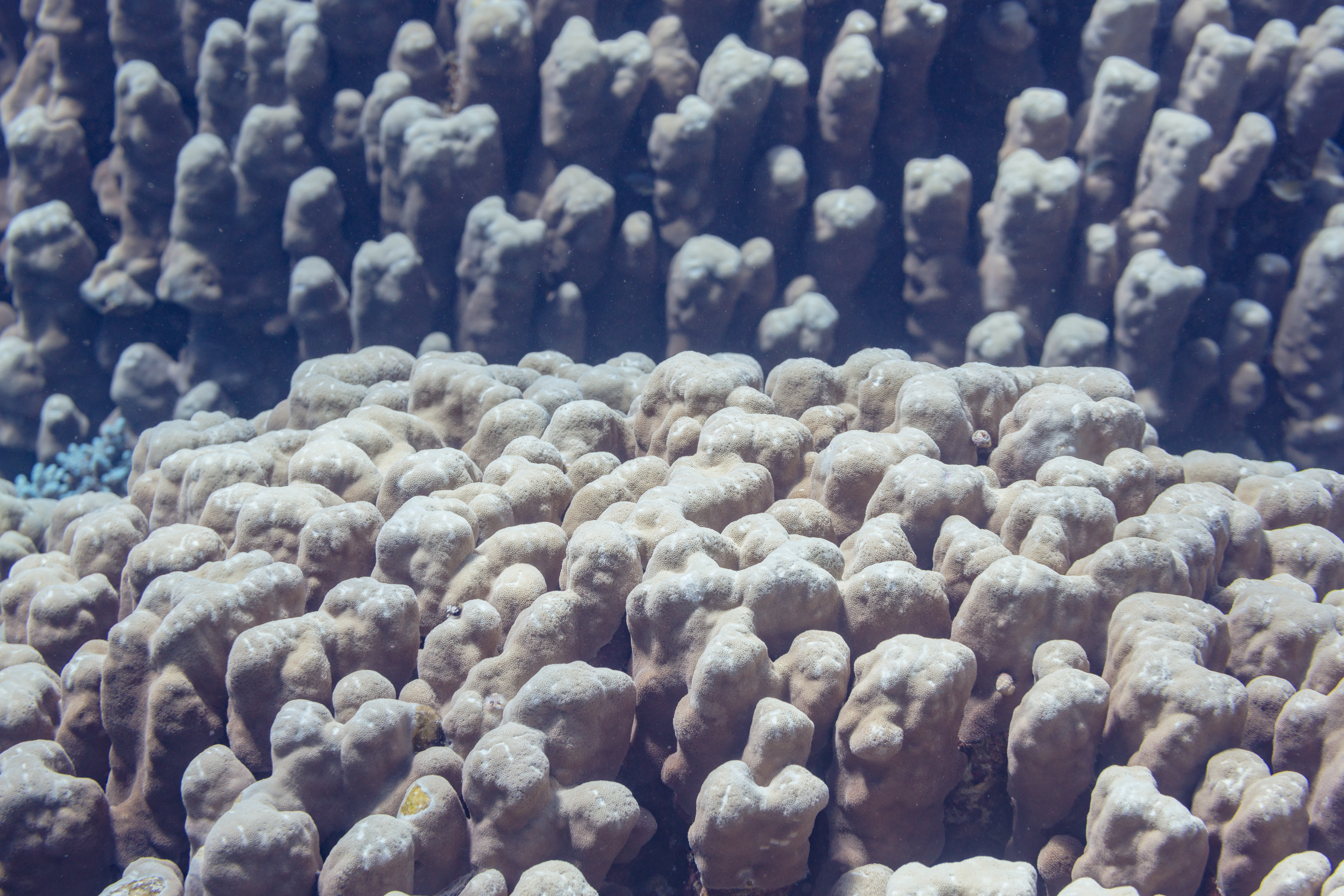
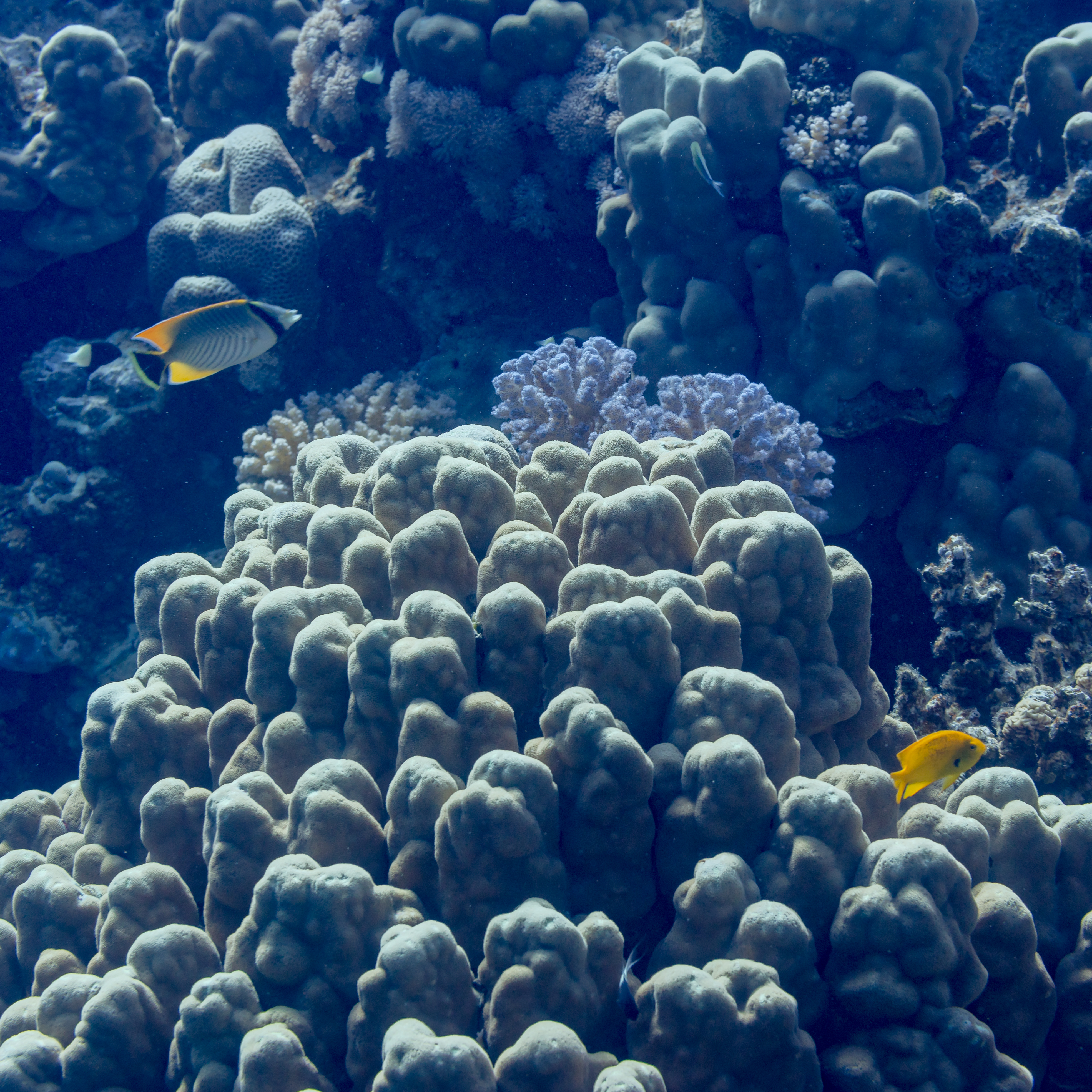
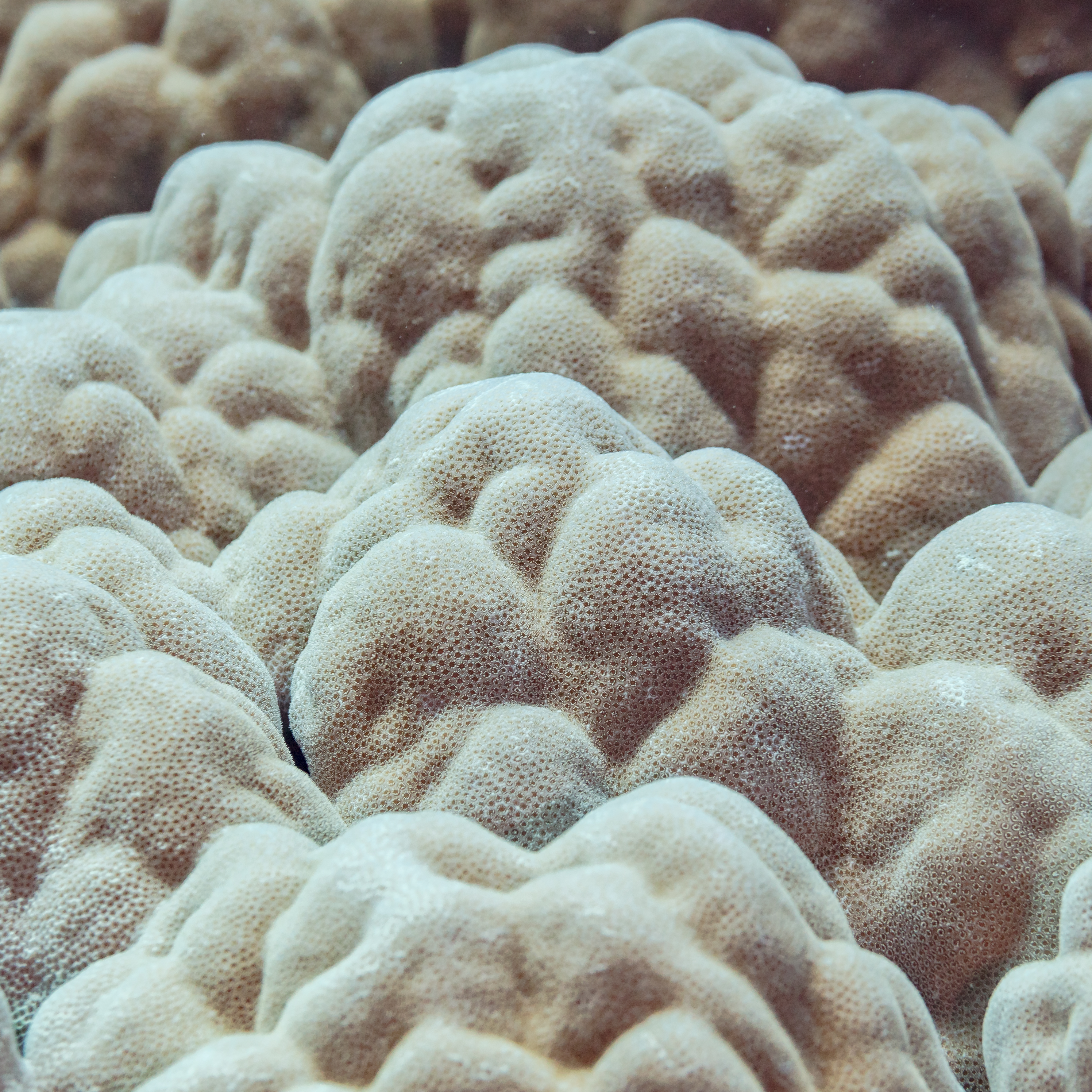